# Nati nel 1903/Ottobre
| Questa pagina contiene informazioni ricavate automaticamente dalle voci biografiche con l'ausilio del template Bio e di un bot. L'aggiornamento è periodico e automatico e ricostruisce completamente la pagina. Se manca una persona in questa lista, sei pregato di non aggiungerla, ma accertati piuttosto che la sua voce biografica contenga il template Bio e che i dati anagrafici siano correttamente compilati. Se il template Bio manca, inseriscilo tu stesso o, in alternativa, metti l'avviso {{tmp\|Bio}} che ne segnala la mancanza. Se i dati riportati sono sbagliati, correggi direttamente la voce biografica; le modifiche saranno visibili in questa lista entro pochi giorni. Per chiarimenti vedi il progetto biografie. La lista contiene solo le 146 persone che sono citate nell'enciclopedia e per le quali è stato implementato correttamente il template Bio. Pagina aggiornata al 10 ago 2025. |

- 1º ottobre - George Coulouris, attore inglese († 1989)
- 1º ottobre - Vladimir Horowitz, pianista e compositore russo († 1989)
- 1º ottobre - Richard Loo, attore statunitense († 1983)
- 1º ottobre - Yoshiyuki Tsuruta, nuotatore giapponese († 1986)
- 1º ottobre - Pierre Veyron, pilota di Formula 1 francese († 1970)
- 2 ottobre - Da Rovere, paroliere e editore italiano († 1987)
- 2 ottobre - Michele Mara, ciclista su strada italiano († 1986)
- 2 ottobre - Lajos Maszlay, schermidore ungherese († 1979)
- 2 ottobre - Aldo Vettori, calciatore e allenatore di calcio italiano († 1996)
- 3 ottobre - William Berke, regista, produttore cinematografico e sceneggiatore statunitense († 1958)
- 3 ottobre - Sigurd Eek, calciatore norvegese († 1977)
- 3 ottobre - Wim Tap, calciatore olandese († 1979)
- 4 ottobre - John Vincent Atanasoff, fisico e inventore statunitense († 1995)
- 4 ottobre - Ilio Bosi, politico, partigiano e antifascista italiano († 1995)
- 4 ottobre - Medard Boss, psicologo e psichiatra svizzero († 1990)
- 4 ottobre - Ernst Kaltenbrunner, generale e criminale di guerra austriaco († 1946)
- 4 ottobre - Paulus Rusch, vescovo cattolico e teologo tedesco († 1986)
- 4 ottobre - Vera Pavlovna Stroeva, regista cinematografica sovietica († 1991)
- 4 ottobre - Mauro Venegoni, politico e partigiano italiano († 1944)
- 4 ottobre - Ferruccio Vignanelli, organista italiano († 1988)
- 5 ottobre - Guido Aycard, calciatore e allenatore di calcio italiano († 1993)
- 5 ottobre - Giuseppe Aniello Cafiero, scultore e pittore italiano († 1973)
- 5 ottobre - Renata Cuneo, scultrice e ceramista italiana († 1995)
- 5 ottobre - Marion King Hubbert, geofisico statunitense († 1989)
- 5 ottobre - Aldo Masseglia, cantante italiano († 1978)
- 5 ottobre - Ermanno Roveri, attore italiano († 1968)
- 5 ottobre - Acruto Vitali, poeta, tenore e artista italiano († 1990)
- 6 ottobre - Tullio Ascarelli, giurista e avvocato italiano († 1959)
- 6 ottobre - Antonio Cárdenas Rodríguez, militare e aviatore messicano († 1969)
- 6 ottobre - Ernest Walton, fisico irlandese († 1995)
- 7 ottobre - Herbert List, fotografo tedesco († 1975)
- 8 ottobre - Yves Giraud-Cabantous, pilota automobilistico francese († 1973)
- 8 ottobre - Ferenc Nagy, politico ungherese († 1979)
- 8 ottobre - Elizabeth Wyn Wood, scultrice canadese († 1966)
- 9 ottobre - Giuseppe Monegato, artista, pittore e scultore italiano († 1969)
- 9 ottobre - André Mourlon, velocista francese († 1970)
- 9 ottobre - Walter O'Malley, dirigente sportivo statunitense († 1979)
- 9 ottobre - Karel Steklý, regista e sceneggiatore cecoslovacco († 1987)
- 10 ottobre - Carlos Alves, calciatore portoghese († 1970)
- 10 ottobre - Gastone Colussi, politico italiano
- 10 ottobre - Vernon Duke, compositore russo († 1969)
- 10 ottobre - John Eldridge, Jr., militare statunitense († 1942)
- 10 ottobre - Ferdinand Le Drogo, ciclista su strada e pistard francese († 1976)
- 10 ottobre - Domenico Magrì, politico italiano († 1983)
- 10 ottobre - Bei Shizhang, biologo e educatore cinese († 2009)
- 10 ottobre - Carlo Teodoro del Belgio, nobile belga († 1983)
- 11 ottobre - Július Bukovinský, pittore slovacco († 1975)
- 11 ottobre - Giulio Cerreti, sindacalista, politico e giornalista italiano († 1985)
- 11 ottobre - Kazimierz Kordylewski, astronomo polacco († 1981)
- 11 ottobre - Jan de Kreek, calciatore olandese († 1988)
- 11 ottobre - Karl Streibel, militare tedesco († 1986)
- 11 ottobre - Hans Söhnker, attore tedesco († 1981)
- 12 ottobre - Albert Guyot, sceneggiatore e regista francese († 1985)
- 12 ottobre - Josephine Hutchinson, attrice statunitense († 1998)
- 12 ottobre - Hervé Marc, calciatore francese († 1946)
- 13 ottobre - Michail Matkovskij, politico russo († 1968)
- 13 ottobre - Dino Terra, scrittore italiano († 1995)
- 13 ottobre - Şehzade Ali Vasib, principe ottomano († 1983)
- 14 ottobre - Hans Hellmann, fisico e chimico tedesco († 1938)
- 14 ottobre - José Luccioni, tenore francese († 1978)
- 14 ottobre - Harold McCallister, pallanuotista statunitense († 1997)
- 14 ottobre - Francesco Spezzano, avvocato e politico italiano († 1976)
- 14 ottobre - Voldemārs Viņķis, calciatore lettone († 1954)
- 15 ottobre - George Amy, montatore, regista e produttore cinematografico statunitense († 1986)
- 15 ottobre - Erik Anker, imprenditore e velista norvegese († 1994)
- 15 ottobre - Claire Luce, attrice e ballerina statunitense († 1989)
- 15 ottobre - Manuel Sagarzazu, calciatore spagnolo († 1990)
- 16 ottobre - Rex Bell, attore e politico statunitense († 1962)
- 16 ottobre - Leo Ferrero, scrittore e drammaturgo italiano († 1933)
- 16 ottobre - Carl Wolfgang Graf von Ballestrem, nobile e dirigente d'azienda tedesco († 1994)
- 16 ottobre - Hamilton Luske, regista e animatore statunitense († 1968)
- 16 ottobre - Mario Pilati, compositore e musicista italiano († 1938)
- 16 ottobre - Giovanni Oreste Villa, partigiano e politico italiano († 1961)
- 16 ottobre - Big Joe Williams, chitarrista e cantante statunitense († 1982)
- 17 ottobre - Domenico Filippone, architetto e urbanista italiano († 1970)
- 17 ottobre - Andrej Antonovič Grečko, generale e politico sovietico († 1976)
- 17 ottobre - Leo Huberman, insegnante e scrittore statunitense († 1968)
- 17 ottobre - Nathanael West, scrittore statunitense († 1940)
- 18 ottobre - Zygmunt William Birnbaum, matematico e statistico polacco († 2000)
- 18 ottobre - Pier Filippo Gomez Homen, politico italiano († 1983)
- 18 ottobre - Lina Radke, mezzofondista tedesca († 1983)
- 19 ottobre - Jean Delsarte, matematico francese († 1968)
- 19 ottobre - Otto Furrer, sciatore alpino e sciatore di pattuglia militare svizzero († 1951)
- 19 ottobre - Emanuele Giardina, avvocato, politico e giornalista italiano († 1986)
- 19 ottobre - James Monteith Grant, avvocato britannico († 1981)
- 19 ottobre - Tor Johnson, attore e wrestler svedese († 1971)
- 19 ottobre - Fulvio Palmieri, giornalista, scrittore e sceneggiatore italiano († 1966)
- 20 ottobre - Agostino Campi, editore italiano († 1961)
- 20 ottobre - Renato Castiglioni, calciatore italiano
- 20 ottobre - Vittoria Anticzarina Cavallo, operaia, antifascista e partigiana italiana († 1996)
- 20 ottobre - Giuseppe Ferraris, politico italiano († 1987)
- 20 ottobre - Irineo Leguisamo, fantino uruguaiano († 1985)
- 20 ottobre - John Davis Lodge, politico, ambasciatore e attore statunitense († 1985)
- 21 ottobre - Ernst Baylon, schermidore austriaco († 1975)
- 21 ottobre - Cesare Caso, pittore italiano († 1987)
- 21 ottobre - Pietro Cenini, politico italiano († 1990)
- 21 ottobre - Al'bert Vol'rat, allenatore di calcio e calciatore sovietico († 1978)
- 22 ottobre - George Wells Beadle, biologo statunitense († 1989)
- 22 ottobre - Curly Howard, attore e comico statunitense († 1952)
- 23 ottobre - Juan Aguilera, calciatore cileno († 1979)
- 23 ottobre - Friedel Berges, nuotatore tedesco († 1969)
- 23 ottobre - Maurice Grosser, pittore, critico d'arte e scenografo statunitense († 1986)
- 23 ottobre - Eleanor Kahn, attrice statunitense († 1982)
- 23 ottobre - Werner Klingler, regista e attore tedesco († 1972)
- 23 ottobre - Giuseppe Mortarotti, calciatore italiano († 1973)
- 23 ottobre - Hugo K. Sievers, medico e politico cileno († 1972)
- 23 ottobre - Richard Thomalla, militare e ingegnere tedesco († 1945)
- 23 ottobre - Maurice Tillet, wrestler e rugbista a 15 francese († 1954)
- 24 ottobre - Pramathesh Chandra Barua, regista, attore e sceneggiatore indiano († 1951)
- 24 ottobre - Raymond Flacher, schermidore francese († 1969)
- 24 ottobre - Joseph John Marus, conduttore radiofonico, giornalista e antifascista britannico († 1952)
- 24 ottobre - Charlotte Perriand, architetta e designer francese († 1999)
- 24 ottobre - Melvin Purvis, avvocato e poliziotto statunitense († 1960)
- 25 ottobre - Katharine Byron, politica statunitense († 1976)
- 25 ottobre - Julian Gascoigne, generale britannico († 1990)
- 25 ottobre - Piet van der Horst, pistard olandese († 1983)
- 25 ottobre - Domenico Savarese, vescovo cattolico italiano († 1955)
- 25 ottobre - Josef Alfons Tscherrig, vescovo cattolico e missionario svizzero († 1982)
- 25 ottobre - Chaim Michael Dov Weissmandl, rabbino ungherese († 1957)
- 26 ottobre - Pasquino Borghi, presbitero, missionario e partigiano italiano († 1944)
- 26 ottobre - Renato Cattaneo, calciatore e allenatore di calcio italiano († 1974)
- 26 ottobre - Zoilo Saldombide, calciatore uruguaiano († 1981)
- 27 ottobre - Jonas Jonsson, tiratore a segno svedese († 1996)
- 27 ottobre - Vittorio Passalacqua, politico italiano
- 27 ottobre - Rodolfo Tomich, calciatore e allenatore di calcio italiano
- 27 ottobre - Franco Valsecchi, storico italiano († 1991)
- 28 ottobre - Antonio Calderara, pittore italiano († 1978)
- 28 ottobre - Abba Lerner, economista statunitense († 1982)
- 28 ottobre - Hugh Trevor, attore statunitense († 1933)
- 28 ottobre - Evelyn Waugh, scrittore britannico († 1966)
- 29 ottobre - Russell Bufalino, mafioso italiano († 1994)
- 29 ottobre - Yvonne Georgi, ballerina e coreografa tedesca († 1975)
- 29 ottobre - Mieczysław Jastrun, poeta e scrittore polacco († 1983)
- 29 ottobre - Arturo Tabera Araoz, cardinale e arcivescovo cattolico spagnolo († 1975)
- 30 ottobre - Elena d'Asburgo-Lorena, nobildonna austriaca († 1924)
- 30 ottobre - Krunoslav Draganović, teologo e filosofo croato († 1983)
- 30 ottobre - Guido Farina, compositore italiano († 1999)
- 30 ottobre - Richard Korherr, economista e statistico tedesco († 1989)
- 30 ottobre - Bruno Zelik, attore e militare italiano († 1942)
- 31 ottobre - María Teresa León, scrittrice spagnola († 1988)
- 31 ottobre - Chris MacKintosh, bobbista e lunghista britannico († 1974)
- 31 ottobre - Giuseppe Piasentin, calciatore italiano († 1933)
- 31 ottobre - Baptist Reinmann, calciatore tedesco († 1980)
- 31 ottobre - Joan Robinson, economista inglese († 1983)
- 31 ottobre - Ian Smith, rugbista a 15 scozzese († 1972)
- 31 ottobre - Bertrand de Jouvenel, filosofo, politico e economista francese († 1987)